# 武溪镇
武溪镇，是中华人民共和国湖南省湘西土家族苗族自治州泸溪县下辖的一个乡镇级行政单位。

## 行政区划
武溪镇下辖以下地区：
城北社区、城南社区、五里洲村、黑塘村、天门溪村、蜂子岩村、大溪村、榆树坪村、暮江头村、高大坪村、朱食洞村和上堡村。